# Hiéroglyphe égyptien D35
Le hiéroglyphe égyptien D35 (deux bras écartés) est classifié dans la section D « Parties du corps humain » de la liste de Gardiner ; cet hiéroglyphe y est noté D35.

## Représentation
Il représente deux bras, écartés à l'horizontale en signe de négation. Il est translittéré n, nn, jwty, ḫm ou mḫ.

## Utilisation
| D35 · n |

| D35 · n |

| N35 |

| N35 |

| D35 · t · y | G37 |

| D35 · t · y | G37 |

| x | m | D35 |

| x | m | D35 |

d'où découle son utilisation en tant que complément phonétique de valeur ḫm et, par métathèse, de valeur mḫ.

## Exemples de mots
| D35 · n | N40 | m | F51 |

| D35 · n | N40 | m | F51 |

| x · z | m | D35 · O1 |

| x · z | m | D35 · O1 |

| s | m | x · D35 |

| s | m | x · D35 |